# Karlheinz Schmale
Karlheinz Schmale (* 1933 in Emden; † 31. Dezember 2011) war ein deutscher evangelisch-lutherischer Theologe.

## Leben
Im Anschluss an seine Studienzeit an der Universität Hamburg und am Hermannsburger Seminar war Schmale ab 1961 im südlichen Afrika tätig. Dort übernahm er zuerst in Botswana eine Pastorenstelle für eine schwarze lutherische Gemeinde. Seit 1965 wirkte er im Zusammenschluss für evangelisch-lutherische Kirchen Südafrikas mit.
In Folge seines Engagements übernahm Schmale ab 1970 die Tätigkeit des Generalsekretärs der Gemeinschaft Evangelisch-lutherischer Kirchen im südlichen Afrika (FELCSA, Federation of Evangelical Lutheran Churches of South Africa; heute Lutheran Communion in Southern Africa). Seit demselben Jahr war er im Südafrikanischen Kirchenrat vertreten und wurde 1974 Vizepräsident dieser Organisation. Schmale hatte die differenzierte ethnische Basis in evangelisch-lutherischen Kirchen des südlichen Afrikas jahrelang kritisiert und warb deshalb für eine Vereinigung. Auf seine Bemühungen hin entstand 1972 in South West Africa/Namibia die United Evangelical Lutheran Church of South West Africa.
Mit Sorge betrachtete Schmale die Existenz ethnisch motivierter Differenzierungen bei lutherischen Kirchgemeinden in Südafrika, die sich seiner Meinung als ein Hemmnis für die strukturelle Vereinigung darstellten und demzufolge die Apartheidsverhältnisse Südafrikas abbildeten. Auch im internationalen Rahmen machte er auf die Repressionen Südafrikas gegen kirchliche Mitarbeiter aufmerksam. In einem Vortrag South African security police arrest black churchmen in Namibia berichtete Schmale 1975 auf dem internationalen Kongress des Weltkirchenrates in Amsterdam über die Entwicklungen in Namibia.
Vom Evangelical Lutheran Theological Seminary in Columbus (Ohio) erhielt er 1976 anlässlich eines Konferenzaufenthaltes in Toledo (Ohio) den Ehrendoktortitel für sein bisheriges Wirken und stellte in diesem Zusammenhang seine Arbeit The Church in a Multi-Racial Society (deutsch etwa: Die Kirche in einer multirassischen Gesellschaft) vor.
Zwischen 1977 und 1996 war Schmale für die Vereinigte Evangelisch-Lutherische Kirche Deutschlands und das Deutsche Nationalkomitee des Lutherischen Weltbundes tätig und leitete die Stelle in Berlin. Dabei gestaltete er die ökumenische Zusammenarbeit mit den lutherischen Kirchen in der DDR und Kontakte zu lutherischen Kirchen in den osteuropäischen Staaten. Zwischen 1985 und 1996 erstreckte sich sein Engagement zusätzlich auf die Vorstandsarbeit im Martin-Luther-Bund, weil seine internationalen Erfahrungen für die Unterstützung der weltweit existierenden evangelisch-lutherischen Minderheitskirchen wertvoll waren.

## Ausgewählte Schriften
- Karlheinz Schmale (Hrsg.): State and Church. Lectures of the Church Leaders Seminar of the FELCSA, Rustenburg 1969
- Lutherische Kirchen im Südlichen Afrika. In: Lutherische Rundschau 1974, Heft 4, S. 515 ff.
- Kirchenprotest in Südafrika. In: Lutherische Monatshefte, Bd. 16 (1977), Nr. 7, S. 375
- The United Evangelical Lutheran Church of Germany and its Task in Europe / Die Vereinigte Evangelisch-Lutherische Kirche Deutschlands und ihr Auftrag in Europa. In: Hans Jürgen Luibl, Christine-Ruth Müller, Helmut Zeddies (Hrsg.): Unterwegs nach Europa. Perspektiven evangelischer Kirchen. Frankfurt/M., 2001 ISBN 3-87476-374-9